# Revealed Recordings
Revealed Recordings — нидерландский звукозаписывающий лейбл, созданный диджеем и музыкальным продюсером Hardwell в 2010 году. Штаб-квартира находится в городе Бреда, Нидерланды.

## История
Лейбл был создан 11 апреля 2010 года диджеем и музыкальным продюсером Hardwell. В основном фокусируется на таких жанрах как big room house, танцевальной, прогрессив-хаус и электрохаус  и хардстайле.
В 2015 году лейбл запустил еженедельное радиошоу под названием «Revealed Radio», где каждую неделю артист с лейбла представляет своё часовое радиошоу.

## Артисты

### Список артистов, выпустивших одну или несколько песен
- 3LAU[7][8]
- Afrojack[9]
- Armin Van Buuren[10]
- Arty[11]
- Blasterjaxx[12]
- Conro[13]
- Dada Life[14]
- DallasK[15]
- Dannic[16][17]
- Dash Berlin[18]
- DubVision[19]
- Dyro[20]
- Ephesto[21]
- Firebeatz[22]
- Hardwell[1]
- Headhunterz[15]
- Jewelz & Sparks[23][24]
- Joe Ghost[25]
- Joey Dale[26][27]
- Jordy Dazz[28]
- Julian Calor[29]
- Julian Jordan[30]
- Kid Massive[31]
- Kill the Buzz[32]
- KSHMR[33]
- KEVU[34]
- KURA[35]
- Magnificence[36]
- MAKJ[37]
- Mako[7][38]
- Manse[39]
- Mightyfools[40]
- Pitchback[27]
- Quintino[41]
- Robert Falcon[42]
- Ryos[26]
- Sandro Silva[43]
- Sartek[44]
- Showtek[45]
- Sick Individuals[46]
- Steven Vegas[47]
- Sultan & Ned Shepard[48]
- Thomas Gold[49]
- Thomas Newson[39][36]
- Tiësto[15]
- Tom Swoon[50]
- Ummet Ozcan[51]
- W&W[51]